# Rene Simpson
Rene Simpson Collins (* 14. Januar 1966 in Sarnia; † 17. Oktober 2013 in Chicago, Vereinigte Staaten) war eine kanadische Tennisspielerin.

## Karriere
Bevor Simpson auf der WTA Tour antrat, spielte sie NCAA-Tennis an der Texas Christian University. Ihr bestes Resultat im Einzel bei einem Grand-Slam-Turnier war das Erreichen der dritten Runde 1989 bei den French Open. Im Doppel war sie erfolgreicher: 1996 stand sie bei den US Open im Viertelfinale. Außerdem gewann sie drei Doppeltitel bei WTA-Turnieren.
Bei den Olympischen Spielen 1992 in Barcelona ging Simpson für ihr Land im Einzel und im Doppel an den Start.
Von 1988 bis 1998 spielte sie für die kanadische Fed-Cup-Mannschaft, deren Teamchefin sie dann von 2001 bis 2010 war.

## Persönliches
Simpson war mit Jason Collins verheiratet. Am 17. Oktober 2013 starb sie an den Folgen eines Gehirntumors.

## Turniersiege

### Doppel
| Nr. | Datum             | Turnier  | Kategorie    | Belag     | Partnerin            | Finalgegnerinnen                | Ergebnis      |
| --- | ----------------- | -------- | ------------ | --------- | -------------------- | ------------------------------- | ------------- |
| 1.  | 20. November 1994 | Taipeh   | WTA Tier IV  | Hartplatz | Michelle Jaggard-Lai | Nancy Feber Alexandra Fusai     | 6:0, 7:610    |
| 2.  | 5. März 1995      | San Juan | WTA Tier III | Hartplatz | Karin Kschwendt      | Laura Golarsa Linda Harvey-Wild | 6:2, 0:6, 6:4 |
| 3.  | 30. April 1995    | Zagreb   | WTA Tier III | Sand      | Mercedes Paz         | Laura Golarsa Irina Spîrlea     | 7:5, 6:2      |

## Abschneiden bei Grand-Slam-Turnieren

### Einzel
| Turnier         | 1989 | 1990 | 1991 | 1992 | 1993 | 1994 | 1995 | 1996 | 1997 | 1998 | Karriere |
| --------------- | ---- | ---- | ---- | ---- | ---- | ---- | ---- | ---- | ---- | ---- | -------- |
| Australian Open | 2    | —    | —    | 2    | 1    | 2    | —    | —    | —    | 1    | 2        |
| French Open     | 3    | 2    | —    | 1    | 1    | —    | —    | —    | 1    | —    | 3        |
| Wimbledon       | 1    | —    | —    | 1    | —    | 1    | —    | —    | 1    | —    | 1        |
| US Open         | 1    | —    | 1    | 2    | 2    | —    | —    | —    | 1    | —    | 2        |

### Doppel
| Turnier         | 1989 | 1990 | 1991 | 1992 | 1993 | 1994 | 1995 | 1996 | 1997 | 1998 | Karriere |
| --------------- | ---- | ---- | ---- | ---- | ---- | ---- | ---- | ---- | ---- | ---- | -------- |
| Australian Open | —    | —    | —    | 1    | 1    | 1    | 1    | 1    | 1    | 1    | 1        |
| French Open     | —    | 1    | 1    | 1    | —    | —    | 1    | 1    | AF   | 1    | AF       |
| Wimbledon       | —    | —    | —    | —    | —    | 1    | 1    | 1    | 1    | 2    | 2        |
| US Open         | —    | —    | 1    | 2    | AF   | 2    | 2    | VF   | 2    | 2    | VF       |